# 旋尾線虫
旋尾線虫（せんびせんちゅう、Spiruria）は線虫類の寄生虫であり、その生活史も未だ不明なところが多い。
旋尾線虫はType I 〜 XIIIまで分類され、Type Xが問題となる。旋尾線虫のタイプテン (Type X) はホタルイカの消化管のほかハタハタ、タラ、スルメイカなどの内臓に寄生する。 生きた虫体は透明で白く、0.8～2mm未満程度の虫で、組織侵入性を持つため幼虫が体内に侵入・移動し組織障害をもたらす幼虫移行症を引き起こす。ホタルイカの約2-7%に寄生していると報告されている。

## ヒトへの感染（旋尾線虫症）
ヒトがホタルイカを踊り食いや刺身として生食することにより旋尾線虫幼虫移行症を発症する。酒の肴として食べる場合が多いため、感染者は中年男性が最も多く、幼児や女性には少ない。感染部位により腸閉塞型、皮膚跛行疹型、前眼房寄生型に分類される。急性で重篤な症状は腸閉塞型が最も多く、皮膚跛行疹型も特徴の一つである。前眼房寄生型は1例のみ報告がある。その内、腸閉塞型は機械的腸閉塞を引き起こす劇症型、麻痺性腸閉塞を引き起こす緩和型が知られている。腹部症状の機序は未だ明らかではないが、消化管壁の好酸球性蜂窩織炎、異物炎、局所アレルギー変化などが複雑に関係し、最終的に腹痛や麻痺性腸閉塞、閉塞性腸閉塞を引き起こすと考えられる。

### 症例
日本での最初の報告は 1974年に秋田県で2例があり、原因不明のまま15年間発症報告は途絶えていたが、1987年に報告され1994年までに皮膚爬行症や腸閉塞患者の発生報告は50数例になる。これは、1987年富山湾からの生きたホタルイカの発送が始まったことが全国的な発症の要因となった。1994年に内臓付き刺身の危険性が新聞等で報じられ、加熱または冷凍後の出荷が広まったことから1995年以降全国での発症の報告は激減した が、漁期に富山、福井、石川などで報告される。

### 臨床症状
急性腹症型
摂食後、数時間〜2日後より腹部膨満感、腹痛。2〜10日の腹痛と嘔吐を伴う。
皮膚爬行症型
摂食後、2週間前後の発症。皮疹の大多数は腹部より始まり、数mm幅の赤い線状の皮疹が1日2〜7cm 蛇行し伸びる。旋尾線虫体が真皮の浅いところを移行するため、水疱をつくることも多い。
前眼房内寄生が報告されている。

### 予防
- 踊り食いや、未冷凍の刺身を絶対に避ける。
- 生食の場合は、下記条件下での冷凍処理が行われたもの、或いは内臓を除去したもの。
- -30℃で4日間以上または-40℃で40分以上の冷凍。

### 診断と治療
その診断は、1.ホタルイカの生食歴、2.IgEと好酸球の増加、3.旋尾線虫抗体価の測定、などによって行われる。1が最も重要であるが、疾患の認知度が低く細菌性腸炎やアニサキス症と誤診されている例も少なくないと考えられる。3の旋尾線虫抗体価の測定は唯一の血清学的診断方法であるが、実験室レベルの検査であり、結果がでるまで時間がかかるため有効性は低い。
治療は皮膚跛行疹型では摘出或いはイベルメクチンが用いられる。
腸閉塞型では、基本的には保存的療法のみで1-2週間で治癒するが、劇症型の場合では、閉塞症状が強く、やむを得ず手術により腸管の摘出が行われた報告もある。

## 関連文献
- 吉川正英, 城井啓, 王寺幸輝, 美留町潤一, 西村文彦, 横田浩, 石坂重昭, 米田諭, 松森篤史, 山根佳子, 安藤稔, 西村公男, 山尾純一, 福井博, 内山ふくみ, 名和行文, 赤尾信明「腸閉塞症状を来した旋尾線虫幼虫typeX感染例」『Journal of Nara Medical Association』第54巻第1号、奈良医学会、2003年2月、43-47頁、CRID 1050845762423964928、hdl:10564/95、ISSN 1345-0069。